# Thống đốc (Nhật Bản)
Tri sự (Nhật: 知事 (Tri sự) Hepburn: Chiji) là chức danh của người đứng đầu các đơn vị hành chính Đô Đạo Phủ Huyện (cấp tỉnh) của Nhật Bản. Cách viết chữ Hán của tên gọi này mô phỏng theo từ "tri phủ", "tri huyện" của Trung Quốc thời phong kiến, đương thời còn gọi là "tri mỗ châu sự" (知某州事) và "tri mỗ huyện sự" (知某縣事), gọi tắt là "Tri sự". Chức danh Tri sự vẫn đúng với Nhật Bản hiện tại vì thể chế Quân chủ Lập hiến.
Trong các sách báo và truyền thông Việt Nam hiện nay thường gọi chức danh này là Thống đốc. Cũng có thể gọi chức danh này là Tỉnh trưởng vì phân cấp hành của Đô Đạo Phủ Huyện tại Nhật Bản tương tự như tỉnh của Việt Nam. Tuy vậy nhiều phương tiện truyền thông Việt Nam hay nhầm lẫn Tokyo là thành phố như Hà Nội nên còn gọi Tri sự của Tokyo là Thị trưởng.
Các Tri sự được bầu trực tiếp sau mỗi nhiệm kỳ 4 năm. Thông qua trưng cầu dân ý, Tri sự có thể được bãi nhiệm. Mỗi tỉnh có thể có từ một đến bốn Phó Tri sự do Tri sự bổ nhiệm dưới sự chấp thuận của Hội đồng tỉnh. Trong trường hợp Tri sự qua đời, gặp tai nạn hoặc từ chức, một trong các Phó Tri sự sẽ trở thành Tri sự hoặc Quyền Tri sự.